# しほの涼のレモンな14
しほの涼のレモンな14（しほのりょうのレモンなフォーティーン）は、ラジオ大阪V-STATIONのラジオ番組。テレビアニメ『LEMON ANGEL PROJECT』関連番組。パーソナリティは、同作で声の主演をしたグラビアアイドルのしほの涼（および、コーナーで、声優の清水香里）。2006年1月8日から同年10月1日の全39回。毎週日曜日24:00〜24:30（月曜日00:00〜00:30）放送。

## 概要
- 公式サイトで過去3〜4回が聴取可能。
- タイトルの「14」は、番組開始時のしほの涼の年齢より。なお、しほの涼は9月7日に15歳の誕生日を迎えたが、タイトルは変更されなかった。
- スポンサー・制作は、『LEMON ANGEL PROJECT』原作のAMGエンタテインメント。
- エンディング曲はしほの涼「夢色の時間」。当初「私、しほの涼が作詞をしている「夢色の時間」」と紹介していたため、「誰が歌っているんですか?」と訊くリスナーが現れ、それ以降「私、しほの涼が作詞をして歌っている〜」と紹介するようになった。
- 7月4日まで、放送時間の約半分をコーナー「RADIO LEMON ANGEL PROJECT 〜い・け・な・い☆ショートレッスン〜」が占めていた。インターネットラジオ番組『RADIO LEMON ANGEL PROJECT 〜い・け・な・い☆レッスン〜』の短縮版で、コーナー・パーソナリティはしほの涼と清水香里。なお、しほの涼が「来週で「い・け・な・い☆ショートレッスン」が最終回」と言ったのを聞き、番組自体が最終回だと勘違いしたリスナーが続出した。
- 番組内でしほの涼は「涼ちゃん」または「しほ〜ん」と呼ばれる。「しほ〜ん」は「い・け・な・い☆ショートレッスン」でリスナー公募して決めた呼び名だが、コーナー外でも使うことがある。なみに清水香里の呼び名は「かお姉（かおねえ）」。
- V-STATION枠で、アニメ関係会社制作にもかかわらず、「い・け・な・い☆ショートレッスン」以外ではアニラジ色がほとんどない。
- 毎週1曲、曲がかかるが、しほのの趣味で1980年代ロックが選曲される。

## コーナー
胸騒ぎ!ジュニアハイスクール
しほの涼の学校でのエピソード。
Ryo's Note
しほの凉と『LEMON ANGEL PROJECT』情報告知。
RADIO LEMON ANGEL PROJECT 〜い・け・な・い☆ショートレッスン〜
同名のインターネットラジオの短縮版。7月4日の放送で終了。
インターネットラジオ番組『RADIO LEMON ANGEL PROJECT 〜い・け・な・い☆レッスン〜』から、オープニングトーク、コーナー1つ（週により異なる）、エンディングトークが編集されて放送された。『い・け・な・い☆レッスン』のコーナーは、RADIO LEMON ANGEL PROJECT 〜い・け・な・い☆レッスン〜#コーナー参照。
しほの涼の環境委員会
「い・け・な・い☆レッスン」と入れ替わりに開始。しほの涼が学校で環境委員長であることにちなみ、環境問題にちなんだゲームをした。後期では、リスナーから環境川柳を募集。
Dear My Sweet Memory
「い・け・な・い☆レッスン」と入れ替わりに開始。リスナーから感謝したい相手への手紙を紹介。

## ゲスト
- かな - 2006年8月6日
  - 「い・け・な・い☆ショートレッスン」コーナーゲストはRADIO LEMON ANGEL PROJECT 〜い・け・な・い☆レッスン〜#ゲスト参照。